# Kupres
Kupres – miasto w Bośni i Hercegowinie, w Federacji Bośni i Hercegowiny, w kantonie dziesiątym, siedziba gminy Kupres. W 2013 roku liczyło 2883 mieszkańców, z czego większość stanowili Chorwaci.
Funkcjonują tu cztery wyciągi narciarskie. Działa tu centrum rekreacyjno-sportowe Adria-Ski, które współpracuje z Klubem Narciarskim Striž.